# Contre-la-montre par équipes féminin aux championnats du monde de cyclisme sur route 2018
Le contre-la-montre par équipes féminin des championnats du monde de cyclisme sur route 2018 a lieu le 23 septembre 2018 à Innsbruck, en Autriche. Le parcours est tracé sur 54,5 kilomètres.
Il s'agit du dernier championnats du monde à décerner un titre sur l'épreuve du contre-la-montre par équipes de marques après plusieurs années de polémiques,.

## Parcours
Le parcours est tracé sur 54,5 kilomètres et globalement en pente descendante. Le départ est donné au centre du parc d'aventure en plein air Area 47 dans la ville de Ötztal-Bahnhof, puis les cyclistes passent dans l'Upper Inn Valley dans la région du Tyrol à travers Telfs et Völs jusqu'à Innsbruck.
La deuxième partie mène les cyclistes devant l'Aéroport d'Innsbruck, avant de rejoindre la ligne d'arrivée qui est située en face du palais de Hofburg,.

## Qualification des équipes

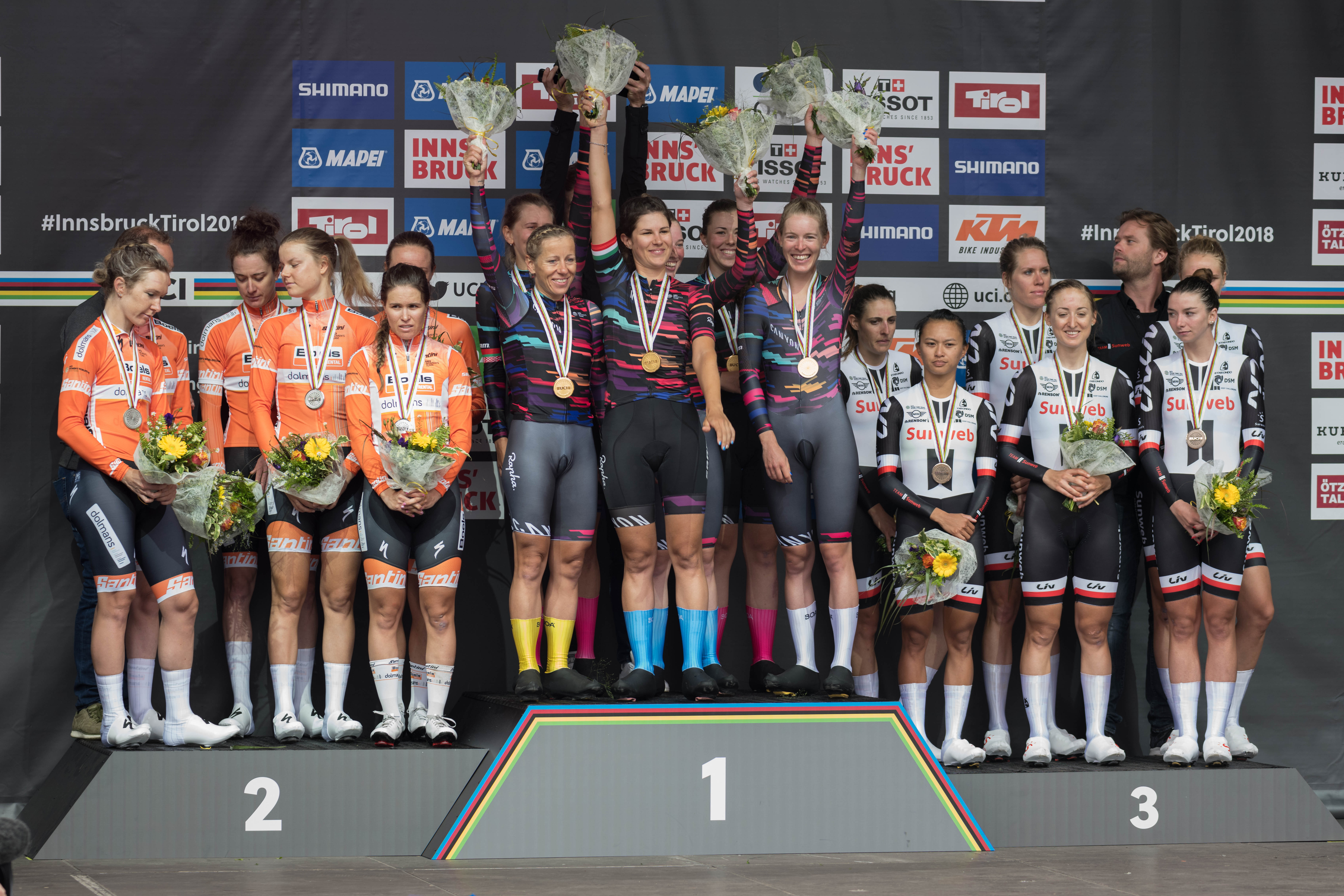
Podium

Selon le système de qualification fixé par le comité directeur de l'Union cycliste internationale, une invitation est adressée aux « quinze premières équipes féminines UCI du classement par équipes UCI Femmes Elite au 12 août 2018. [...] Les équipes féminines UCI de la nation organisatrice UCI non encore invitées pourront prendre part à l’épreuve. La Commission Route UCI se réserve le droit d’accepter jusqu’à cinq requêtes de participation pour des équipes UCI non encore invitées. »
Quinze équipes sont ainsi invitées : Boels Dolmans, Michelton-Scott, Sunweb, Ale Cipollini, Cervélo-Bigla, Canyon SRAM, Waowdeals, Wiggle High5, Valcar-PBM, Cylance, BTC City Ljubljana, Astana, Hitec Products, FDJ-Nouvelle-Aquitaine et UnitedHealthCare.

## Équipes

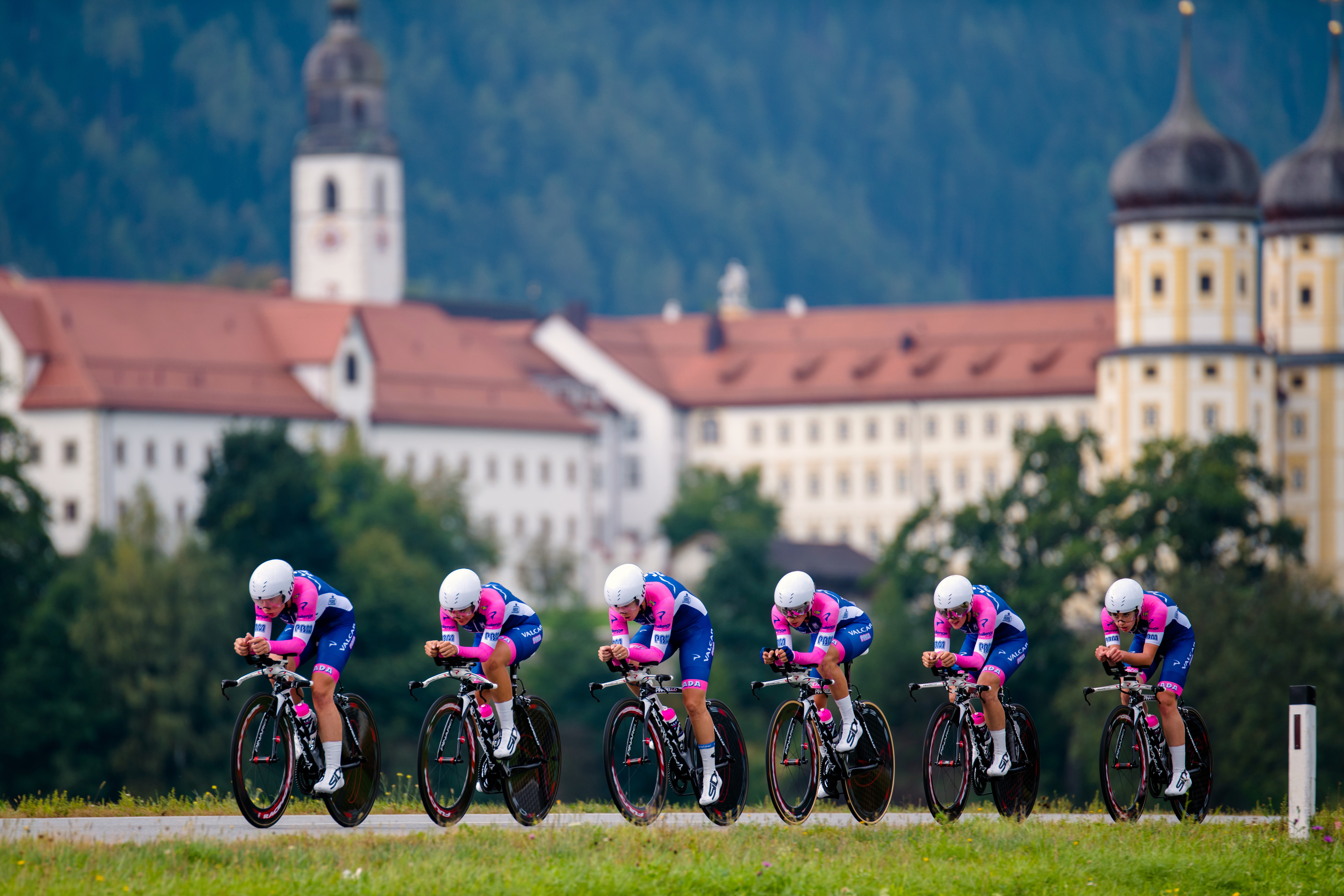
La team (équipe) Valcar PBM en course lors de ce contre-la-montre. Septembre 2018.

| Équipes féminines professionnelles (12)- Mitchelton-Scott - Sunweb - Boels Dolmans - Canyon-SRAM Racing - Wiggle High5 - Alé Cipollini - Bepink - BTC City Ljubljana - Cogeas - Parkhotel Valkenburg-Destil - Valcar PBM - Virtu |
| |

## Favorites
L'équipe Sunweb est favorite à sa propre succession. Annemiek van Vleuten, championne du monde du contre-la-montre, n'est pas au départ.

## Récit de course
La formation Wiggle High5 effectue le départ le plus rapide et passe le premier passage intermédiaire avec dix secondes d'avance sur Canyon-SRAM. Sunweb accuse déjà trente-cinq secondes de retard. Cependant, peu avant le passage intermédiaire Wiggle High5 perd Katie Archibald. À l'approche du final, Emilia Fahlin semble être victime d'un incident mécanique et doit laisser ses coéquipières. Malgré leur bonne coopération, la victoire s'échappe au profit de Canyon-SRAM qui reste au complet jusqu'au bout. Les formations Boels Dolmans et Sunweb, pourtant favorites, échouent respectivement à vingt-deux et vingt-huit secondes de la médaille d'or. Wiggle High5 est quatrième, Mitchelton-Scott cinquième et l'équipe Virtu, au budget plus modeste, est sixième,,.

## Classement
| Rang | Équipe                           | Coureuses | Temps             |
| ---- | -------------------------------- | --- | ----------------- |
| 1    | Canyon-SRAM Racing               | Alena Amialiusik (BLR) Alice Barnes (GBR) Hannah Barnes (GBR) Elena Cecchini (ITA) Lisa Klein (GER) Trixi Worrack (GER)                       | 1h 01 min 46 s 60 |
| 2    | Boels Dolmans                    | Chantal Blaak (NED) Karol-Ann Canuel (CAN) Amalie Dideriksen (DEN) Christine Majerus (LUX) Amy Pieters (NED) Anna van der Breggen (NED)       | + 21 s 90         |
| 3    | Team Sunweb                      | Lucinda Brand (NED) Leah Kirchmann (CAN) Liane Lippert (GER) Pernille Mathiesen (DEN) Coryn Rivera (USA) Ellen van Dijk (NED)                 | + 28 s 67         |
| 4    | Wiggle High5                     | Katie Archibald (GBR) Lisa Brennauer (GER) Audrey Cordon (FRA) Annette Edmondson (AUS) Emilia Fahlin (SWE) Kirsten Wild (NED)                 | + 57 s 38         |
| 5    | Mitchelton-Scott                 | Jessica Allen (AUS) Jolien D'Hoore (BEL) Gracie Elvin (AUS) Lucy Kennedy (AUS) Sarah Roy (AUS) Georgia Williams (NZL)                         | + 1 min 29 s 77   |
| 6    | Virtu Cycling                    | Barbara Guarischi (ITA) Mieke Kröger (GER) Louise Norman Hansen (DEN) Sara Penton (SWE) Trine Schmidt (DEN) Doris Schweizer (SUI)             | + 2 min 06 s 23   |
| 7    | BTC City Ljubljana               | Polona Batagelj (SVN) Maaike Boogaard (NED) Eugenia Bujak (POL) Anastasiia Iakovenko (RUS) Corinna Lechner (GER) Hanna Nilsson (SWE)          | + 3 min 08 s 44   |
| 8    | Valcar PBM                       | Elisa Balsamo (ITA) Marta Cavalli (ITA) Maria Giulia Confalonieri (ITA) Chiara Consonni (ITA) Ilaria Sanguineti (ITA) Alessia Vigilia (ITA)   | + 3 min 35 s 36   |
| 9    | Bepink                           | Tatiana Guderzo (ITA) Tereza Medvedová (SVK) Lisa Morzenti (ITA) Francesca Pattaro (ITA) Nicole Steigenga (NED) Silvia Valsecchi (ITA)        | + 3 min 36 s 10   |
| 10   | Alé Cipollini                    | Chloe Hosking (AUS) Roxane Knetemann (NED) Soraya Paladin (ITA) Daiva Ragažinskienė (LTU) Karlijn Swinkels (NED) Anna Trevisi (ITA)           | + 3 min 53 s 54   |
| 11   | Cogeas-Mettler Pro Cycling Team  | Evgeniya Augustinas (RUS) Gulnaz Badykova (RUS) Antri Christoforou (CYP) Elizaveta Oshurkova (RUS) Edwige Pitel (FRA) Olga Zabelinskaya (UZB) | + 3 min 56 s 69   |
| 12   | Parkhotel Valkenburg Continental | Nina Buysman (NED) Ilona Hoeksma (NED) Marit Raaijmakers (NED) Natalie van Gogh (NED) Esther van Veen (NED) Lorena Wiebes (NED)               | + 4 min 10 s 83   |